# Österreichische Alpine Skimeisterschaften 1993
Die Österreichischen Alpinen Skimeisterschaften 1993 fanden in Innerkrems, St. Michael, Jerzens und Hochgurgl statt.

## Herren

### Abfahrt
| Platz | Name             | Zeit |
| ----- | ---------------- | ---- |
| 1     | Helmut Höflehner | -    |
| 2     | Armin Assinger   | -    |
| 3     | Josef Strobl     | -    |

Ort: Innerkrems

### Super-G
| Platz | Name                 | Zeit |
| ----- | -------------------- | ---- |
| 1     | Peter Wirnsberger II | -    |
| 2     | Mario Reiter         | -    |
| 3     | Gerhard Greber       | -    |

Datum: 25. November 1992

Ort: Hochgurgl

### Riesenslalom
| Platz | Name                 | Zeit |
| ----- | -------------------- | ---- |
| 1     | Helmut Mayer         | -    |
| 2     | Richard Kröll        | -    |
| 3     | Siegfried Voglreiter | -    |

Ort: Hochgurgl

### Slalom
| Platz | Name                 | Zeit |
| ----- | -------------------- | ---- |
| 1     | Michael Tritscher    | -    |
| 2     | Dietmar Thöni        | -    |
| 3     | Thomas Stangassinger | -    |

Ort: Jerzens

### Kombination
Die Kombination setzt sich aus den Ergebnissen von Slalom, Riesenslalom und Abfahrt zusammen.
| Platz | Name             |
| ----- | ---------------- |
| 1     | Dietmar Thöni    |
| 2     | Christian Hutter |
| 3     | Stefan Curra     |

## Damen

### Abfahrt
| Platz | Name                      | Zeit |
| ----- | ------------------------- | ---- |
| 1     | Veronika Stallmaier       | -    |
| 2     | Carolina Waidhofer-Dummer | -    |
| 3     | Karin Köllerer            | -    |

Ort: Innerkrems

### Super-G
| Platz | Name                | Zeit |
| ----- | ------------------- | ---- |
| 1     | Barbara Sadleder    | -    |
| 2     | Cornelia Meusburger | -    |
| 3     | Veronika Stallmaier | -    |

Ort: Innerkrems

### Riesenslalom
Nicht ausgetragen.

### Slalom
| Platz | Name             | Zeit |
| ----- | ---------------- | ---- |
| 1     | Christina Riegel | -    |
| 2     | Karin Köllerer   | -    |
| 3     | Renate Götschl   | -    |

Ort: St. Michael

### Kombination
Die Kombination setzt sich aus den Ergebnissen von Slalom und Abfahrt zusammen.
| Platz | Name                |
| ----- | ------------------- |
| 1     | Karin Köllerer      |
| 2     | Cornelia Meusburger |
| 3     | Melanie Schöffmann  |